# 페르난도 베르다스코
페르난도 베르다스코 카르모나(Fernando Verdasco Carmona, 1983년 11월 15일~)는 스페인의 프로 테니스 선수이다.
베르다스코는 4세 때 테니스를 배우기 시작했으며, 8세 때부터는 전담 코치를 두기 시작했다. 그랜드 슬램 최고 성적은 2009년 호주 오픈 4강 진출이다. 당시 4강에서 그는 세계 랭킹 1위였던 라파엘 나달을 만나 5세트까지 가는 접전을 펼쳤으나 결국 패해 결승 진출에 실패했었다.

## 프로 초기
베르다스코는 2001년 프로로 데뷔했다. 첫 해 연말 그의 세계 랭킹은 464위였다. 2002년에는 스페인에서 참가한 두 개의 퓨처스급 대회에서 각각 우승 및 준우승을 하였다. 이후 세고비아에서 참가한 챌린저 대회에서 준우승했다. 그 후에도 두 개의 챌린저 대회에서 4강까지 진출하여 이 해 그의 연말 랭킹은 173위까지 올라갔다.